# Брумадинью
Брумадинью (порт. Brumadinho) — муниципалитет в Бразилии, входит в штат Минас-Жерайс. Составная часть мезорегиона Агломерация Белу-Оризонти. Входит в экономико-статистический микрорегион Белу-Оризонти. Население составляет 32 014 человека на 2006 год. Занимает площадь 640,150 км². Плотность населения — 50,0 чел./км².

## История
Город основан 25 мая 1955 года.
25 января 2019 года в муниципалитете произошёл прорыв дамбы хвостохранилища. В результате инцидента погибли сотни людей.

## Парк-музей современного искусства Иньотим
На территории Брумадинью на площади 1000 га разместился и с 2006 года открыл свои двери для туристов парк-музей Иньотим (для посещения доступны только 110 га). Парк одновременно является ботаническим садом и одной из крупнейших в мире площадок для показа паблик-арта. Всего в парке размещено более 500 произведений современного искусства, часть на открытом воздухе, часть — в отдельных павильонах. В парке можно увидеть работы Яёи Кусамы, Криса Бурдена, Элио Ойтисики, Олафура Элиассона, Силду Мейрелиша, Чжана Хуаня, Дуга Эйткена, Дэна Грэма, Лижии Папе, Тунги, Джузеппе Пеноне, Пола Маккарти, Хорхе Макки, Эрнесту Нету, Мэтью Барни и других художников. В 2012 году парк посетили около 400 тыс. посетителей.
Институт Иньотим создан и развивается по инициативе своего владельца — миллиардера Бернардо Паса.

## Статистика
- Валовой внутренний продукт на 2003 год составляет 371 732 018,00 реалов (данные: Бразильский институт географии и статистики).
- Валовой внутренний продукт на душу населения на 2003 год составляет 12 584,87 реалов (данные: Бразильский институт географии и статистики).
- Индекс развития человеческого потенциала на 2000 год составляет 0,773 (данные: Программа развития ООН).